# Modélisation de processus
Pour les articles homonymes, voir BPM.
La modélisation de processus (en anglais, business process modeling ou BPM) consiste à structurer et à représenter les activités d'une organisation, généralement en utilisant une notation graphique pour représenter visuellement l'enchaînement des activités. La modélisation peut s'appuyer sur des méthodes et outils spécialisés, et mettre en œuvre des cadres de références de processus.
Cette discipline utilise parfois le sigle BPM en référence au « Modélisation de procédure d'entreprise », mais cet usage tend à disparaître, car il peut être confondu avec le « Business Process Management », dont la modélisation est une des activités. La distinction fondamentale entre ces deux notions de BPM réside dans le fait que pour la seconde, on s'intéresse à donner à l'entreprise les moyens de piloter et de maîtriser ses processus-métiers, tandis que la première ne consiste qu'à les modéliser (toujours avec un objectif venant de l'extérieur : optimisation de chaîne de production, expression de besoins fonctionnels pour un développement logiciel, réorganisation à la suite d'un rapprochement entre deux filiales d'une entreprise, par exemple).[réf. nécessaire]

## Buts
La modélisation des processus peut répondre aux objectifs suivants :
- documentation des activités de l'entreprise et de ses processus d'affaires[1],
- analyse et réingénierie des processus[2],[3]
- gestion des processus et pilotage des activités de l'entreprise[4],
- gestion des risques[5],
- gestion de la qualité des processus[6],
- urbanisation du système d'information[7],
- exécution des processus ("gestion de workflows")[8],[9].

## Techniques et méthodes

### Notations et représentations graphiques
- BPMN
- UML : en particulier les cas d'utilisation[10],[11] et les diagrammes d'activité[12]
- Chaines de processus événementielles (EPC)
- Cartographie des chaines de valeur (VSM)
- Merise : le modèle organisationnel de traitement (MOT)
- IDEF0 et IDEF3
- Logigrammes

### Méthodes
- OSSAD méthode du domaine public dédiée à l'organisation pour analyser et modéliser des processus et procédures d'entreprise[13]
- Praxeme, méthode publique dédiée à la transformation d'entreprises[14],[15]

### Cadres de référence de processus
- Référentiel de classification de processus de l'APQC (American Productivity and Quality Center , c'est-à-dire le Centre américain pour la productivité et la qualité)[16]
- Référentiel de processus eTOM pour les industries numériques[17]
- IBM Information FrameWork (IFW)[18]

### Normes applicables
- ISO/IEC 19510:2013 Modèle de procédé d'affaires et notation de l'OMG[19]
- AFNOR FDX50-176 Management par les processus[20]
- ISO 9001:2015 Systèmes de management de la qualité - exigences[21]

## Outils de modélisation (par ordre alphabétique)
| Produit                                     | Éditeur                     | Système                       | Français | Modélisation de processus       | Remarques                                                                                               |
| ------------------------------------------- | --------------------------- | ----------------------------- | -------- | ------------------------------- | --- |
| ARIS Business Process Analysis              | Software AG                 | Linux/Windows / Cloud         | Non      | BPMN 2.0, EPC, UML              | |
| ARIS Express                                | Software AG                 | Linux/Windows                 | Non      | BPMN 2.0, EPC                   | Gratuit                                                                                                 |
| Activiti                                    | Alfresco                    | Java                          | Non      | BPMN 2.0                        | Licence Apache                                                                                          |
| Agile Architectory Factory                  | Axellience                  | Cloud                         | OUI      | BPMN, DMN, Archimate, BPMN, UML | Extension Atlassian (Confluence et Jira)                                                                |
| Bizagi Process Modeler                      | Bizagi                      | Windows/cloud                 | Oui      | BPMN 2.0, XPDL                  | |
| Blueway Process Studio                      | Blueway SARL                | ? / Cloud                     | Oui      | BPMN 2.0                        | |
| Bonitasoft                                  | Bonitasoft                  | Linux/Mac/Windows             | Oui      | BPMN 2.0                        | open source, édition communauté gratuite ou abonnement                                                  |
| BiZZdesigner Enterprise Studio              | BizzDesign BV               |                               |          | BPMN 2.0                        | |
| Camunda modeler                             | Camunda Services GmbH       | Linux/Mac/Windows             | Non      | BPMN 2.0, DMN, CMMN             | open source, gratuit, (licence MIT)                                                                     |
| Casewise corporate modeler                  | Casewise                    |                               | Oui?     | BPMN, Archimate                 | |
| Draw.io                                     | Gaudenz Alder               | Cloud                         | Oui      |                                 | gratuit, peut se connecter à Google Drive                                                               |
| Enterprise Architect                        | Sparx System                | Windows                       | Non      | BPMN 2.0, Archimate, UML        | |
| HOPEX Business Process Analysis             | MEGA International          | ? / Cloud                     | Oui      | BPMN, Archimate                 | |
| iGrafx Business Process Modeling & Analysis | iGrafx                      |                               |          | BPMN 2.0, VSM,                  | |
| Iterop                                      | InteropSys                  | Cloud                         | Oui      | BPMN 2.0                        | SaaS |
| Lucidchart                                  | Lucid Software              | Linux / Windows / Mac / Cloud | Oui      | BPMN 2.0, UML                   | Plateforme collaborative en version d'essai gratuite ou payante, nombreux modèles disponibles           |
| Modelio                                     | Modeliosoft                 | Windows, Linux, MacOS         | Oui      | BPMN 2.0                        | Open Source                                                                                             |
| PragmaDev Process                           | PragmaDev                   | Windows, Linux, macOS         | Oui      | BPMN 2.0, BPSim                 | Éditeur gratuit. Exécuteur et simulateur payant.                                                        |
| ProcessMaker                                | ProcessMaker Ink            | ? / Cloud                     | Non      | BPMN 2.0                        | open source, édition communauté (licence AGPLv3 réservée aux projets open source) ou édition entreprise |
| ProcessMind                                 | ProcessMind                 | Cloud                         | Oui      | BPMN 2.0                        | Intègre le Process Mining et la Simulation                                                              |
| ROK Solution                                | OP Serv                     |                               |          | ??                              | |
| Signavio Process Editor                     | Signavio GmbH               |                               |          | BPMN 2.0                        | |
| Visual-Paradigm                             | Visual Paradigm             | Windows / Cloud               | Non      | BPMN 2.0, UML, EPC              | |
| W4 BPMN+                                    | ITESOFT                     |                               |          | BPMN 2.0, UML                   | WebModer pour une version web                                                                           |
| WinDesign                                   | Cecima                      | Windows                       | Oui      | BPMN 2.0                        | |
| Wonderware Skelta BPM                       | Schneider Electric Software | Cloud                         | Non      | ??                              | |
| Workey, suite BPM intégrée                  | C-Log international         |                               | Oui?     | OSSAD                           | |
| Workey designer                             | C-Log international         |                               | Oui?     | OSSAD                           | téléchargement gratuit                                                                                  |